# Hufiec ZHP Warszawa Ursus-Włochy
Hufiec ZHP Warszawa-Ursus-Włochy im. hm. Mieczysława Bema – jednostka terenowa Związku Harcerstwa Polskiego obejmująca swym zasięgiem dwie jednostki administracyjne: dzielnicę Ursus i dzielnicę Włochy w Warszawie. Według stanu z systemu TIPI na listopad 2024 hufiec liczy 399 osób.

## Historia

### XX-lecie międzywojenne
Początki harcerstwa na terenach Włoch sięgają roku 1930, zawiązała się wówczas 136 MDH im. Tadeusza Kościuszki w Szkole Powszechnej. W roku 1933 oddana do użytku nowa Szkołę, do której zostali przeniesieni uczniowie zamieszkali na terenie Czechowic i Skoroszy, w tym m. in. członkowie 136 MDH. W szkole tej utworzono pierwszą drużynę na terenie Ursusu – 156 Mazowiecką Drużynę Harcerzy im. gen. Józefa Bema (podlegająca wówczas pod Hufiec Harcerzy Pruszków-Błonie, a od 1938 roku pod Hufiec Piastów), której drużynowym został J.Frączak.
Wraz z początkami lat 30' powstał z inicjatywy Juliusza Dąbrowskiego Krąg Instruktorski im. Mieczysława Bema (w skrócie KIMB), który w późniejszym czasie stał się bohaterem hufca.

### Lata 1945-1956
Po zakończeniu II wojny światowej działania harcerskie przestały mieć charakter konspiracyjny. Reaktywowano wraz jej dorobkiem i tradycją i nazwą, jedną z przedwojennych drużyn – 207 Mazowiecką Drużynę Harcerzy. Z uwagi na dużą liczebność drużyn powstał Ośrodek Harcerski Ursus, gdzie na czele komendy phm. Edmund Pokrzywa. Równolegle powstał Hufiec „Ursus-Włochy”, który wszedł w skład Chorągwi Warszawskiej. Do drużyn, które wówczas powstały, zalicza się:
- 50 WDH przy Szkole podstawowej nr 1[c]
- 55  WDH im. Władysława Sikorskiego przy Gimnazjum i Liceum Ogólnokształcącym
- Terenową Drużynę „3”-kę[d]

Starsi chłopcy z drużyn brali udział jako reprezentacja Chorągwi Warszawskiej we wszystkich ważniejszych wydarzeniach i imprezach tak na terenie Ursusa jak i Warszawy, m.in. w defiladzie w Al. Jerozolimskich w Warszawie przed trybunami w czasie pobytu w Polsce Józefa Broz-Tita. Brali udział i pełnili służbę informacyjno – porządkową w czasie I Zjazdu PPR w sali Roma. 

### Od 2015
Jedną ze zmian organizacyjnych, które miały miejsce po zjeździe hufca w 2015 roku było zawiązanie Międzyhufcowego Zespołu Kadry Kształcącej z Hufcem ZHP Piastów (do zespołu tego niedługo później dołączył Hufiec ZHP Sulejówek. Zawiązano też Zespół Programowy hufca. Hufiec zaczął też pozyskiwać środki pieniężne z budżetu partycypacyjnego. Obecna w nim już wcześniej Komisja Stopni Instruktorskich uzyskała uprawnienia do prowadzenia prób na stopnie podharcmistrzowskie. W roku 2017 powołano namiestnictwa i pierwszych (od wielu lat) namiestników. Wyżej opisane innowacje przyczyniły się do zwiększenia zainteresowania współpracą z hufcem ze strony instruktorów wywodzących się spoza Warszawy (lecz mieszkających lub pracujących w Warszawie). We wrześniu 2023 roku Hufiec świętował 90 lat istnienia harcerstwa w Ursusie.

## Bohater hufca
Bohaterem Hufca ZHP Warszawa-Ursus-Włochy jest Mieczysław Bem, popularyzator skautingu na ziemiach Królestwa Polskiego. Działacz niepodległościowy, szykował płocką młodzież do odzyskania niepodległości. Około roku 1914 wstąpił do Polskiej Organizacji Wojskowej, w jej szeregach udzielał pomocy samarytańskiej w szpitalu. Po 1 września 1916 założył w Płocku 1 Drużynę Harcerską im. Szimona Mokerta.
W trakcie walk polsko-radzieckich M. Bem odpowiadał za obsługę radiostacji. Zginął podczas pełnienia obowiązków sanitariusza podczas przewrotu majowego, pochowany na warszawskich Powązkach.

## Agendy hufcowe
W skład komórek organizacyjnych Hufca ZHP Warszawa Ursus-Włochy wchodzą:
- Komenda Hufca
  - hm. Paweł Chempiński - komendant
  - phm. Aleksandra Sadownik - zastępczyni komendanta ds. pracy z kadrą
  - phm. Monika Popławska - zastępczyni komendanta ds. programowych
  - pwd. Karol Walkiewicz - skarbnik
- Komisja Rewizyjna
- Hufcowy Zespół Kadry Kształcącej
- Namiestnictwa (zuchowe, harcerskie)
- Komisja Stopni Instruktorskich
- Hufcowy Wielosekcyjny Klub Specjalnościowy

## Szczepy, środowiska i kręgi
W Hufcu ZHP Warszawa-Ursus-Włochy działają:
- 5 gromad zuchowych
- 7 drużyn harcerskich
- 1 drużyna wielopoziomowa
- 3 drużyny wędrownicze
- 2 kręgi instruktorskie
- 2 kręgi seniorów

Są to następujące jednostki:
| Numer środowiska/szczepu                          | Nazwa jednostki                                                        | Miejsce zbiórek                                                                                       | Drużynowy/komendant         | Strona internetowa              |
| ------------------------------------------------- | ---------------------------------------------------------------------- | --- | --------------------------- | ------------------------------- |
| 50                                                | Szczep 50 WDHiZ "Mundus"                                               | Szkoła Podstawowa nr 11 im. Pierwszej Dywizji Kościuszkowskiej ul. M.Keniga 20; 02-495 Warszawa       | phm. Katarzyna Winek        | Fanpage Szczepu 50 WDHiZ        |
| 50                                                | 50 Warszawska Gromada Zuchowa "Leśni Podróżnicy z Południa"            | Szkoła Podstawowa nr 11 im. Pierwszej Dywizji Kościuszkowskiej ul. M.Keniga 20; 02-495 Warszawa       | phm. Beata Rostkowska       | Fanpage 50 WGZ                  |
| 50                                                | 50 próbna Warszawska Gromada Zuchowa "Strażnicy Południowej Tajemnicy" | Szkoła Podstawowa nr 11 im. Pierwszej Dywizji Kościuszkowskiej ul. M.Keniga 20; 02-495 Warszawa       | dh. Klara Sukiennik         | Fanpage 50 PWGZ                 |
| 50                                                | 50 Warszawska Drużyna Harcerek "Orientis"                              | Szkoła Podstawowa nr 11 im. Pierwszej Dywizji Kościuszkowskiej ul. M.Keniga 20; 02-495 Warszawa       | dh. Michalina Zub           | Fanpage 50 WDH-ek               |
| 50                                                | 50 Warszawska Drużyna Harcerzy "Occidens"                              | Szkoła Podstawowa nr 11 im. Pierwszej Dywizji Kościuszkowskiej ul. M.Keniga 20; 02-495 Warszawa       | pwd. Wojciech Jurkiewicz    | Fanpage 50 WDH-y                |
| 50                                                | 50 Warszawska Drużyna Wędrownicza "Borealis"                           | Szkoła Podstawowa nr 11 im. Pierwszej Dywizji Kościuszkowskiej ul. M.Keniga 20; 02-495 Warszawa       | pwd. Szymon Paśnicki        | Fanpage 50 WDW                  |
| 60                                                | 60 Warszawska Gromada Zuchowa "Radosne Bursztynki"                     | ul. Chełmońskiego 6/8 02-495 Warszawa                                                                 | pwd. Tomasz Popławski       | Fanpage 60 WGZ                  |
| 60                                                | 60 Warszawska Drużyna Harcerska "Amber"                                | ul. Chełmońskiego 6/8 02-495 Warszawa                                                                 | dh Ignacy Sawicki           | Fanpage 60 WGZ                  |
| 60                                                | 60 Warszawska Drużyna Wędrownicza "Inkluzja"                           | ul. Chełmońskiego 6/8 02-495 Warszawa                                                                 | dh. Jana Gałach             | Fanpage 60 WDW                  |
| 136                                               | Szczep 136 WDHiZ "Zarzewie"                                            | CLXI Liceum Ogólnokształcące im. Króla Jana III Sobieskiego ul. Solipska 17/19 02-482 Warszawa        | hm. Michał Winek            | Strona domowa Szczepu 136 WDHiZ |
| 136                                               | Krąg Instruktorski "Wieczny Płomień Marteen"                           | Szkoła Podstawowa nr 94 im. I Marszałka Polski Józefa Piłsudskiego ul. Cietrzewia 22a 02-492 Warszawa | hm. Michał Winek            | -                               |
| 136                                               | 136 Warszawska Gromada Zuchowa "Orły"                                  | Szkoła Podstawowa nr 94 im. I Marszałka Polski Józefa Piłsudskiego ul. Cietrzewia 22a 02-492 Warszawa | phm. Zofia Walkiewicz       | Fanpage 136 WGZ                 |
| 136                                               | 136 Warszawska Drużyna Harcerska "Sokoły z Cichego Boru"               | Szkoła Podstawowa nr 94 im. I Marszałka Polski Józefa Piłsudskiego ul. Cietrzewia 22a 02-492 Warszawa | pwd. Bartosz Sokołowski     | Fanpage 136 WDH                 |
| 136                                               | 136 Warszawska Starszoharcerska Drużyna Wędrownicza "Żywioł"           | CLXI Liceum Ogólnokształcące im. Króla Jana III Sobieskiego ul. Solipska 17/19 02-482 Warszawa        | hm. Paweł Chempiński        | Fanpage 136 WDH                 |
| 234                                               | Szczep 234 WDHiZ im. gen. J. Dąbrowskiego                              | Szkoła Podstawowa Nr 319, ul. Wokalna 1 02-787 Warszawa                                               | phm. Julia Sało             | Strona szczepu                  |
| 234                                               | 234 Warszawska Gromada Zuchowa "Odkrywcy Nibylandii"                   | Szkoła Podstawowa Nr 319, ul. Wokalna 1 02-787 Warszawa                                               | pwd. Marcin Karaskiewicz    | Fanpage 234 WGZ                 |
| 234                                               | 234 Warszawska Gromada Zuchowa "Drakland"                              | Szkoła Podstawowa Nr 319, ul. Wokalna 1 02-787 Warszawa                                               | pwd. Katarzyna Luboradzka   | Fanpage 234 WGZ                 |
| 234                                               | 234 Warszawska Drużyna Harcerska "Forteca"                             | Szkoła Podstawowa Nr 319, ul. Wokalna 1 02-787 Warszawa                                               | phm. Stanisław Goździkowski | Fanpage 234 WDH                 |
| 234                                               | 234 Warszawska Drużyna Wielkopoziomowa "Feniks"                        | Szkoła Podstawowa Nr 319, ul. Wokalna 1 02-787 Warszawa                                               | pwd. Joanna Zubek           | Fanpage 234 WDW                 |
| 234                                               | 234 Próbna Warszawska Drużyna Harcerska "Drakkar"                      | Szkoła Podstawowa Nr 319, ul. Wokalna 1 02-787 Warszawa                                               | phm. Julia Sało             | Fanpage 234 PWDH                |
| Harcerski Krąg Seniora im. hm. Eugeniusza Janca   | Harcerski Krąg Seniora im. hm. Eugeniusza Janca                        | Zespół Szkół nr 17 im. Zawiszaków Proporca Victoria ul. Promienista 12a 02-428 Warszawa               | pwd. Jerzy Pieńkosz         | -                               |
| Harcerski Krąg Seniorów im. hm. Jana Kucharskiego | Harcerski Krąg Seniorów im. hm. Jana Kucharskiego                      | Dom Kultury „Kolorowa” ul. gen. K. Sosnkowskiego 16 02-495 Warszawa                                   | phm. Leszek Orzechowski     | -                               |